# Movimientos sociales en línea
Los movimientos sociales en línea corresponden a una expresión de los movimientos sociales cuya organización, movilización, impacto y acción se encuentra principalmente en el ámbito de internet.

## Impacto
El impacto de los movimientos en línea ha sido sustancial desde la introducción de Internet. Con el medio cada vez mayor de las redes sociales, el activismo ha llegado a la vanguardia a través del uso de sitios de redes sociales como Facebook y sitios de contenido compartido como YouTube, la oportunidad de participación social en línea a gran escala ha aumentado.

## Ejemplos
Para algunos estudios como Identidad en Flujo: Redes Sociales y Movimientos Sociales[cita requerida] las redes no generan movimientos sin embargo pueden exponenciar su alcance como en:
- Ejército Zapatista de Liberación Nacional
- Contracumbre de Seattle
- Movimiento YoSoy132